# 阿貝多·埃澤奎爾·梅里安
阿貝多·埃澤奎爾·梅里安（1990年1月2日—）是一名阿根廷拳擊運動員，曾代表國家參加2012年倫敦奧運的男子雛量級拳擊比賽，並未獲得獎牌。他也參加了2016年里約奧運。